# Saasen (Neuenstein)
Saasen ist ein Ortsteil der Gemeinde Neuenstein im osthessischen Landkreis Hersfeld-Rotenburg. Der Ort liegt am Geisbach im östlichen Teil des Knüllgebirges.

## Geschichte

### Ortsgeschichte
Im Jahre 1100 wurde Saasen erstmals als locus Sahson erwähnt, als das Dorf dem Kloster Hersfeld übergeben wurde. Demnach war Saasen schon früher besiedelt.
Am nördlichen Ortsrand liegt direkt an der A 7 die 1267 erstmals als Neuwallenstein urkundlich erwähnte Burg Neuenstein, die von den Herren der etwa 5 km nordwestlich gelegenen Burg Wallenstein erbaut wurde.
Im Zuge der Gebietsreform in Hessen fusionierten zum 31. Dezember 1971 die bis dahin selbständigen Gemeinden Aua, Gittersdorf, Mühlbach, Raboldshausen, Saasen, Salzberg und Untergeis freiwillig zur neuen Gemeinde Neuenstein. Für die ehemaligen Gemeinden wurde je ein Ortsbezirk mit Ortsbeirat und Ortsvorsteher nach der Hessischen Gemeindeordnung eingerichtet.

### Verwaltungsgeschichte im Überblick
Die folgende Liste zeigt die Staaten und Verwaltungseinheiten, denen Saasen angehört(e):
- ab 1742: Heiliges Römisches Reich, Landgrafschaft Hessen-Kassel, Amt Homberg/später Amt Neuenstein
- ab 1806: Landgrafschaft Hessen-Kassel, Amt Neuenstein
- 1807–1813: Königreich Westphalen, Departement der Werra, Distrikt Hersfeld, Kanton Schwarzenborn
- ab 1814: Landgrafschaft Hessen-Kassel, Amt Homberg
- ab 1817: Kurfürstentum Hessen, Amt Neuenstein[7]
- ab 1821/22: Kurfürstentum Hessen, Provinz Fulda, Kreis Rotenburg[8][Anm. 2]
- ab 1823: Kurfürstentum Hessen, Provinz Niederhessen, Kreis Homberg
- ab 1848: Kurfürstentum Hessen, Bezirk Hersfeld
- ab 1851: Kurfürstentum Hessen, Provinz Niederhessen, Kreis Homberg
- ab 1867: Königreich Preußen, Provinz Hessen-Nassau, Regierungsbezirk Kassel, Kreis Homberg
- ab 1871: Deutsches Reich, Königreich Preußen, Provinz Hessen-Nassau, Regierungsbezirk Kassel, Kreis Homberg
- ab 1918: Deutsches Reich, Freistaat Preußen, Provinz Hessen-Nassau, Regierungsbezirk Kassel, Kreis Homberg
- ab 1932: Freistaat Preußen, Provinz Hessen-Nassau, Regierungsbezirk Kassel, Landkreis Fritzlar-Homberg
- ab 1944: Deutsches Reich, Freistaat Preußen, Provinz Kurhessen, Landkreis Fritzlar-Homberg
- ab 1945: Amerikanische Besatzungszone, Groß-Hessen, Regierungsbezirk Kassel, Landkreis Fritzlar-Homberg
- ab 1946: Amerikanische Besatzungszone, Land Hessen, Regierungsbezirk Kassel, Fritzlar-Homberg
- ab 1949: Bundesrepublik Deutschland, Land Hessen, Regierungsbezirk Kassel, Fritzlar-Homberg
- ab 1971: Land Hessen, Regierungsbezirk Kassel, Landkreis Hersfeld
- ab 1972: Land Hessen, Regierungsbezirk Kassel, Landkreis Hersfeld-Rotenburg, Gemeinde Neuenstein[Anm. 3]

## Bevölkerung

### Einwohnerstruktur 2011
Nach den Erhebungen des Zensus 2011 lebten am Stichtag, dem 9. Mai 2011, in Saasen 156 Einwohner. Darunter waren 3 (1,9 %) Ausländer.
Nach dem Lebensalter waren 27 Einwohner unter 18 Jahren, 78 zwischen 18 und 49, 33 zwischen 50 und 64 und 18 Einwohner waren älter. Die Einwohner lebten in 69 Haushalten. Davon waren 18 Singlehaushalte, 27 Paare ohne Kinder und 24 Paare mit Kindern, sowie 3 Alleinerziehende und keine Wohngemeinschaften. In 9 Haushalten lebten ausschließlich Senioren und in 57 Haushaltungen lebten keine Senioren.

### Einwohnerentwicklung
| Quelle: Historisches Ortslexikon |                |
| • 1585:                          | 18 Hausgesesse |
| • 1742:                          | 20 Häuser      |
| • 1747:                          | 21 Hausgesesse |
| • 1769:                          | 122 Einwohner  |

| Saasen: Einwohnerzahlen von 1834 bis 2020 | Saasen: Einwohnerzahlen von 1834 bis 2020 | Saasen: Einwohnerzahlen von 1834 bis 2020 | Saasen: Einwohnerzahlen von 1834 bis 2020 | Saasen: Einwohnerzahlen von 1834 bis 2020 |
| --- | ----------------------------------------- | ----------------------------------------- | ----------------------------------------- | ----------------------------------------- |
| Jahr |                                           |                                           |                                           | Einwohner                                 |
| 1834 | 1834                                      |                                           | 179                                       | 179                                       |
| 1840 | 1840                                      |                                           | 188                                       | 188                                       |
| 1846 | 1846                                      |                                           | 189                                       | 189                                       |
| 1852 | 1852                                      |                                           | 191                                       | 191                                       |
| 1858 | 1858                                      |                                           | 172                                       | 172                                       |
| 1864 | 1864                                      |                                           | 180                                       | 180                                       |
| 1871 | 1871                                      |                                           | 183                                       | 183                                       |
| 1875 | 1875                                      |                                           | 172                                       | 172                                       |
| 1885 | 1885                                      |                                           | 178                                       | 178                                       |
| 1895 | 1895                                      |                                           | 179                                       | 179                                       |
| 1905 | 1905                                      |                                           | 154                                       | 154                                       |
| 1910 | 1910                                      |                                           | 155                                       | 155                                       |
| 1925 | 1925                                      |                                           | 141                                       | 141                                       |
| 1939 | 1939                                      |                                           | 121                                       | 121                                       |
| 1946 | 1946                                      |                                           | 264                                       | 264                                       |
| 1950 | 1950                                      |                                           | 254                                       | 254                                       |
| 1956 | 1956                                      |                                           | 199                                       | 199                                       |
| 1961 | 1961                                      |                                           | 176                                       | 176                                       |
| 1967 | 1967                                      |                                           | 164                                       | 164                                       |
| 1970 | 1970                                      |                                           | 155                                       | 155                                       |
| 1980 | 1980                                      |                                           | ?                                         | ?                                         |
| 1990 | 1990                                      |                                           | ?                                         | ?                                         |
| 2000 | 2000                                      |                                           | ?                                         | ?                                         |
| 2011 | 2011                                      |                                           | 156                                       | 156                                       |
| 2020 | 2020                                      |                                           | 173                                       | 173                                       |
| Datenquelle: Historisches Gemeindeverzeichnis für Hessen: Die Bevölkerung der Gemeinden 1834 bis 1967. Wiesbaden: Hessisches Statistisches Landesamt, 1968. Weitere Quellen: LAGIS; Gemeinde Neuenstein; Zensus 2011 |                                           |                                           |                                           |                                           |

### Historische Religionszugehörigkeit
| • 1861: | alle Einwohner evangelisch-reformiert                             |
| • 1885: | 132 evangelische (= 100 %) Einwohner                              |
| • 1961: | 159 evangelische (= 90,34 %), 17 katholische (= 9,66 %) Einwohner |

## Politik
Für Saasen besteht ein Ortsbezirk (Gebiete der ehemaligen Gemeinde Saasen) mit Ortsbeirat und Ortsvorsteher nach der Hessischen Gemeindeordnung. Der Ortsbeirat besteht aus fünf Mitgliedern. Bei den Kommunalwahlen in Hessen 2021 betrug die Wahlbeteiligung zum Ortsbeirat 47,92 %. Alle Mitglieder gehören der „Bürgerliste Saasen“ (BLS) an. Der Ortsbeirat wählte Jürgen Schäfer zum Ortsvorsteher.

## Sehenswürdigkeiten
Für die unter Denkmalschutz stehenden Kulturdenkmale des Ortes siehe die Liste der Kulturdenkmäler in Saasen.

## Verkehr
Durch das Dorf führt die Landesstraße 3155. Die A 7 verläuft nordöstlich des Ortes. Der öffentliche Personennahverkehr erfolgt durch die RKH Bus GmbH mit der Linie 370.